# Unter Spannung
Unter Spannung (englischer Originaltitel 7 Ate 9) ist ein Kartenspiel von Maureen Hiron, das 2009 bei Out of the Box Publishing erschien. In den Folgejahren wurde es von mehreren weiteren Verlagen international veröffentlicht, darunter 2016 in einer deutschsprachigen Version bei Amigo. Das auf dem Spiel aufbauende und 2019 erschienene Spiel Hochspannung wurde im gleichen Jahr als Lernspiel des Jahres ausgezeichnet.

## Hintergrund und Spielmaterial
Unter Spannung ist ein Kartenspiel mit 73 farbigen Karten. Dabei befinden sich in der Ecke jeder Karte eine Zahl zwischen 1 und 10 sowie in der Mitte eine Zahl mit einem +/--Wert von 1 bis 3.

## Spielweise
Bei dem Spiel gibt es keinen Startspieler und alle Spieler spielen gleichzeitig. Die Karten werden gleichmäßig verdeckt an alle Spieler verteilt, die letzte Karte kommt offen in die Tischmitte. Die Karten der Spieler bleiben verdeckt und bilden den persönlichen Nachziehstapel des jeweiligen Spielers, von dem zu Beginn des Spiels jeder vier Karten zieht und auf die Hand nimmt.
Auf ein Startkommando hin dürfen die Spieler versuchen, möglichst schnell ihre Karten auf den in der Mitte liegenden Kartenstapel abzuwerfen. Dabei müssen die Karten jeweils passend für die aktuell oben liegende Karte ausgewählt und auf diese abgelegt werden. Passende Karten sind Karten mit einem Wert (Eckziffer), der dem Wert der vorherigen Karte nach Addition oder Subtraktion der mittigen Ziffer entspricht. Ist das Ergebnis der Addition höher als „10“, wird eine Karte mit dem über 10 hinausgehenden Wert abgelegt, und ist das Ergebnis beim Abziehen kleiner als „1“, wird aus der „0“ der Kartenwert „10“, aus der „-1“ der Kartenwert „9“ und aus der „-2“ der Kartenwert „8“. Dabei darf immer nur eine Karte einzeln abgelegt werden, wobei der Spieler das Ergebnis laut verkündet. Allerdings darf ein Spieler auch hintereinander mehrere passende Karten auf seine eigenen neuen Aufgaben spielen. Grundsätzlich gilt, dass immer der schnellste ablegende Spieler seine Karte loswird, auch wenn ein anderer Spieler schneller beim Lösen der Aufgabe ist. Kann ein Spieler nicht ablegen, darf er einzeln beliebig viele Karten von seinem Nachziehstapel ziehen.
Wenn kein Spieler mehr auf die ausliegende Karte ausspielen kann, legen Spieler ihre Handkarten verdeckt vor sich ab. Dann zieht ein Spieler eine Karte vom Ablagestapel als neue ausliegende Karte und gibt ein Startsignal, woraufhin alle Spieler ihre Handkarten wieder aufnehmen und weiterspielen.
Das Spiel endet, wenn ein Spieler nur noch eine Karte auf der Hand hat und auch sein Nachziehstapel aufgebraucht ist. Dieser Spieler legt seine letzte Karte unabhängig vom Ergebnis der Aufgabe verdeckt auf den Ablagestapel und gewinnt das Spiel.

## Kombination mitHochspannung
Das Spiel ermöglicht eine Kombination mit dem ebenfalls von Maureen Hiron entwickelten und 2016 bei Amigo erschienenen Spiel Hochspannung. Dabei werden die Karten zusammengemischt und alle Karten werden gleichmäßig verteilt, eine Karte kommt wie beschrieben in die Tischmitte. Jeder Spieler nimmt sechs Handkarten und alle versuchen auch hier, ihre Karten möglichst schnell loszuwerden; allerdings gelten entsprechend der jeweils ausliegenden Karte entweder die Regeln von Hochspannung oder die von Unter Spannung: Handelt es sich bei der Karte in der Mitte um eine Karte aus Hochspannung, muss die nächste Karte eine Eckziffer aus dem Multiplikationsergebnis aufweisen, handelt es sich um eine Karte aus Unter Spannung muss entweder addiert oder subtrahiert werden. Dabei darf immer eine beliebige Karte mit dem passenden Ergebnis abgelegt werden, unabhängig von dem Spiel, aus dem sie stammt.

## Ausgaben und Rezeption
Das Kartenspiel 7 Ate 9 wurde von der amerikanischen Spieleautorin Maureen Hiron entwickelt und erschien 2009 sowie in mehrere Auflagen in den Folgejahren bei dem Verlag Out of the Box Publishing. Ab 2012 wurde es international von mehrere weiteren Verlagen aufgelegt, darunter 2012 auf Niederländisch bei 999 Games und auf Chinesisch bei Swan Panasia. 2016 erschien es auch in einer deutschsprachigen Ausgabe bei Amigo, 2018 auf Italienisch bei Gametrade Distribuzione.
2019 erschien das auf dem Spiel aufbauende 7 Ate 9 multi sowie im gleichen Jahr Hochspannung, die auf 7 Ate 9 aufbauen und statt Additions- und Subtraktionsaufgaben mit Multiplikationsaufgaben bedruckt sind. Hochspannung wurde auf der Spielemesse Stuttgart mit dem Publikumspreis Lernspiel des Jahres der Redaktion und den Lesern der Zeitschrift Familie&Co ausgezeichnet.

## Belege
1. 1 2 3 4 5  
Offizielle Spielregeln für Unter Spannung, Amigo 2016 (Download).
2. ↑  
Offizielle Spielregeln für Hochspannung, Amigo 2019 (Download).
3. ↑  
Versionen von 7 ate 9 / Unter Spannung in der Spieledatenbank BoardGameGeek (englisch); abgerufen am 29. Dezember 2019.
4. ↑  
Versionen von 7 Ate 9 multi in der Spieledatenbank BoardGameGeek (englisch)
5. ↑  
Versionen von Hochspannung in der Spieledatenbank BoardGameGeek (englisch)
6. ↑  
Hochspannung erhält Auszeichnung Lernspiel des Jahres 2019 auf kinderspielmagazin.de, 28. November 2019; abgerufen am 29. Dezember 2019.
7. ↑  
Hochspannung erhält Auszeichnung ‚Lernspiel des Jahres 2019‘, Pressemitteilung von Amigo, 29. November 2019; abgerufen am 29. Dezember 2019.